# Водрёй (коммуна)
Водрёй (фр. Vaudreuille, окс. Vaudrulha) — коммуна во Франции, находится в регионе Юг — Пиренеи. Департамент — Верхняя Гаронна. Входит в состав кантона Ревель. Округ коммуны — Тулуза.
Код INSEE коммуны — 31569.

## География
Коммуна расположена приблизительно в 610 км к югу от Парижа, в 50 км к юго-востоку от Тулузы.

## Климат
Климат умеренно-океанический. Зима мягкая и снежная, весна характеризуется сильными дождями и грозами, лето сухое и жаркое, осень солнечная. Преобладают сильные юго-восточные и северо-западные ветры.

## Население
Население коммуны на 2010 год составляло 351 человек.
| 1962 | 1968 | 1975 | 1982 | 1990 | 1999 | 2010 |
| ---- | ---- | ---- | ---- | ---- | ---- | ---- |
| 152  | 139  | 118  | 170  | 246  | 261  | 351  |

## Администрация
| Период | Период | Фамилия        | Партия | Примечания |
| ------ | ------ | -------------- | ------ | ---------- |
| 2001   | 2014   | Патрик Ламот   |        |            |
| 2014   | 2020   | Вольтер Деннен |        |            |

## Экономика
В 2010 году среди 232 человек трудоспособного возраста (15—64 лет) 169 были экономически активными, 63 — неактивными (показатель активности — 72,8 %, в 1999 году было 65,1 %). Из 169 активных жителей работали 160 человек (82 мужчины и 78 женщин), безработных было 9 (4 мужчины и 5 женщин). Среди 63 неактивных 26 человек были учениками или студентами, 18 — пенсионерами, 19 были неактивными по другим причинам.

## Достопримечательности
- Средневековая часовня Св. Мартина. Исторический памятник с 1996 года[4]
- Плотина Сен-Ферреоль на Южном канале (1682 год). Исторический памятник с 1997 года[5]
- Бывший национальный центр планеризма Монтань-Нуар. Исторический памятник[6]